# لاس ألديهولاس
لاس ألديهولاس هي بلدية تقع في مقاطعة سوريا، في منطقة قشتالة وليون، في إسبانيا. يبلغ عدد سكانها 65 نسمة وذلك حسب (المعهد الوطني للإحصاء) سنة 2017. تبلغ مساحتها 37,79 كم مربع، وترتفع عن سطح البحر 1,267 متر.

## التركيبة السكانية
في تعداد عام 2010 بلغ عدد سكان البلدية 96 نسمة، منهم 49 رجلا و47 امرأة.